# Ferrocarril Valdepeñas-Puertollano
El ferrocarril Valdepeñas-Puertollano fue una línea férrea de vía estrecha que conectaba las localidades manchegas de Valdepeñas y Puertollano, siendo conocida popularmente como el «trenillo del Moral». Existió entre 1893 y 1963, año en que fue definitivamente clausurado por falta de rentabilidad.

## Historia
La línea, que iba a tener un ancho de 750 mm, entró en servicio por fases. El 22 de diciembre de 1893 fue inaugurado el tramo comprendido entre Valdepeñas y Calzada de Calatrava. Posteriormente el trazado fue prolongado hasta el municipio minero de Puertollano, siendo inaugurado este segundo tramo el 24 de marzo de 1903. En varios puntos el trazado mantenía conexiones con otras líneas férreas de la zona. Por ejemplo, en Valdepeñas conectaba con la línea Manzanares-Córdoba, de la compañía MZA, y de hecho la estación del ferrocarril Valdepeñas-Puertollano estaba situada en frente de la estación de MZA. Por su parte, a Puertollano llegaban la línea Madrid-Badajoz, de ancho ibérico, y el ferrocarril de Peñarroya a Puertollano, de vía estrecha.
Con un recorrido de 76 km el tren, que siempre fue mixto de mercancías y pasajeros, tardaba unas cuatro horas en hacer el trayecto. Tenía fama de descarrilar con mucha facilidad, pero los mismos empleados y pasajeros podía encarrilar de nuevo el tren, y le sacaron una copla: "El Trenillo del Moral, no puede salir de noche, se asusta de las olivas y descarrilan los coches".

Debido a la falta de rentabilidad, en 1932 pasó a depender de Explotación de Ferrocarriles por el Estado (EFE). Como se utilizaba habitualmente para el transporte de mercancías de tipo agrícola y una fábrica de granito, comenzó a tener problemas de liquidez y se intentó su modernización en 1956 con una nueva locomotora diésel proveniente del Tranvía del Bajo Ampurdán, pero no funcionó y finalmente fue clausurado el 1 de septiembre de 1963. Se desguazó toda la línea y las locomotoras de vapor del ferrocarril, siendo trasladada la locomotora diésel (la primera fabricada en España) por FEVE al ferrocarril de San Feliu de Guíxols a Gerona.

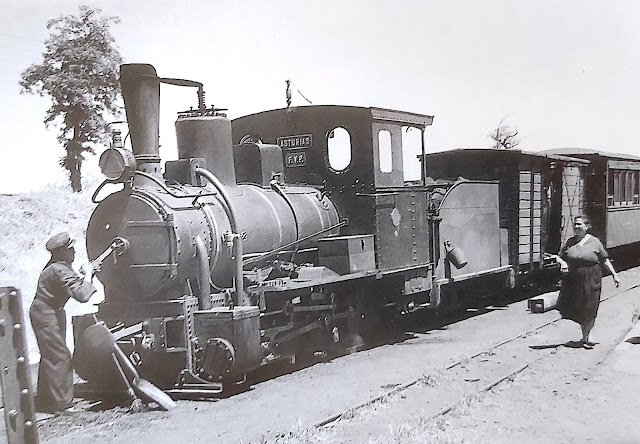
Un trenillo en la línea de ferrocarril Valdepeñas-Puertollano.

Tras su clausura, el trazado y sus instalaciones fueron desmantelados en su práctica totalidad.